# Evald Blumfeldt
Evald Valentin Blumfeldt (* 25. August 1902 in Taali, Gemeinde Tori; † 17. Juli 1981 in Stockholm) war ein estnischer Historiker und Hochschullehrer estnischer Abstammung.

## Leben und Wirken
Evald Blumfeldt war der Sohn von Hendrik (Endrek) Blumfeldt und Maria, geb. Jürvetson. Nach dem Abitur am Gymnasium in Pärnu studierte er von 1924 bis 1930 an der Universität Tartu, unter anderem bei Arno Rafael Cederberg, mit dem Abschluss als Magister (1930) und war dort anschließend bis 1933 wissenschaftlicher Stipendiat. Von 1934 bis 1935 arbeitete er als Assistent des Estnischen Staatlichen Zentralarchivs in Tartu. Von 1935 bis 1940 wirkte er an der Universität Tartu als Lehrassistent und parallel dazu als Geschichtslehrer am Hugo-Treffner-Gymnasium (1935–1937) sowie als Leiter des Estnischen Kulturhistorischen Archivs (1936–1940).
1938 wurde er an der Universität Tartu promoviert und lehrte dort von 1940 bis 1944 als Adjunktprofessor (außerordentlicher Professor für Allgemeine Geschichte). Nach seiner Flucht nach Deutschland 1944 ging er 1945 nach Schweden. Am schwedischen Reichsarchiv war er zunächst Assistent (1945–1947), Forschungsstipendiat (1947–1960) und anschließend Archivar (1960–1968).  Zudem war er von 1964 bis 1968 königlicher Schlossarchivar. Im Jahr 1968 trat er in den Ruhestand.
Blumfeldt war außerdem von 1946 bis 1955 Sekretär der Estnischen Wissenschaftlichen Gesellschaft in Schweden, von 1955 bis 1976 deren Vorsitzender, 1976 wurde er zum Ehrenmitglied ernannt.

## Mitgliedschaft
- Estnische Wissenschaftliche Gesellschaft in Schweden, 1955–1976 Vorsitzender, 1976 Ehrenmitglied
- Baltische Historische Kommission e.V., korrespondierendes Mitglied 1959[2]

## Veröffentlichungen
- Über die Freibauern in Jerwen zur Ordens- und Schwedenzeit.
- Über die Wehrpflicht der estnischen Landbevölkerung im Mittelalter.
- Bibliographie der estnischen Geschichtsliteratur 1930.
- Bibliotheca Estoniae historica: 1877–1917.